# Irlande au Concours Eurovision de la chanson junior
L'Irlande participe au Concours Eurovision de la chanson junior depuis 2015. Le diffuseur de langue irlandaise TG4 est responsable de la sélection du pays.

## Représentants
| Édition | Année | Artiste            | Chanson          | Langue             | Traduction du titre | Place            | Points           |
| ------- | ----- | ------------------ | ---------------- | ------------------ | ------------------- | ---------------- | ---------------- |
| 13e     | 2015  | Aimee Banks        | Réalta na mara   | Irlandais, latin   | Étoile de la mer    | 12               | 36               |
| 14e     | 2016  | Zena Donnelly      | Bríce ar Bhríce  | Irlandais, anglais | Brique par brique   | 10               | 122              |
| 15e     | 2017  | Muireann McDonnell | Suile Glasa      | Irlandais          | Yeux verts          | 15               | 54               |
| 16e     | 2018  | Taylor Hynes       | IOU              | Irlandais          | Je vous dois        | 15               | 48               |
| 17e     | 2019  | Anna Kearney       | Banshee          | Irlandais          | -                   | 12               | 73               |
| 18e     | 2020  | Retrait en 2020.   | Retrait en 2020. | Retrait en 2020.   | Retrait en 2020.    | Retrait en 2020. | Retrait en 2020. |
| 19e     | 2021  | Maiú Levi Lawlor   | Saor (Disappear) | Irlandais          | Disparaître         | 18               | 44               |
| 20e     | 2022  | Sophie Lennon      | Solas            | Irlandais          | Lumière             | 04               | 150              |
| 21e     | 2023  | Jessica McKean     | Aisling          | Irlandais          | Un rêve             | 16               | 42               |
| 22e     | 2024  | Enya Cox Dempsey   | Le Chéile        | Irlandais          | Ensemble            | 15               | 55               |
| 23e     | 2025  |                    |                  |                    |                     |                  |                  |

- Première place
- Deuxième place
- Troisième place
- Dernière place

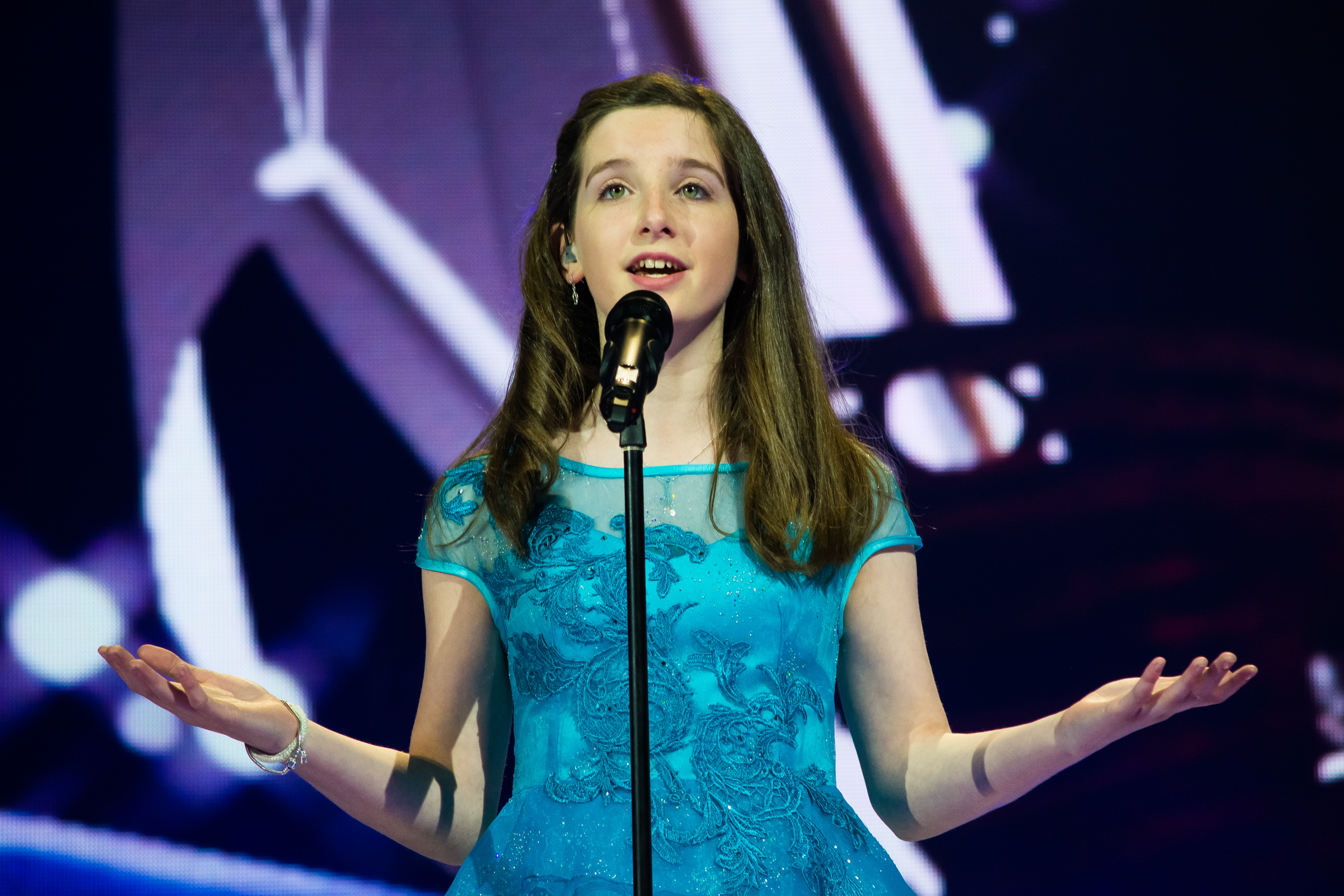
Aimee Banks à Sofia (2015).
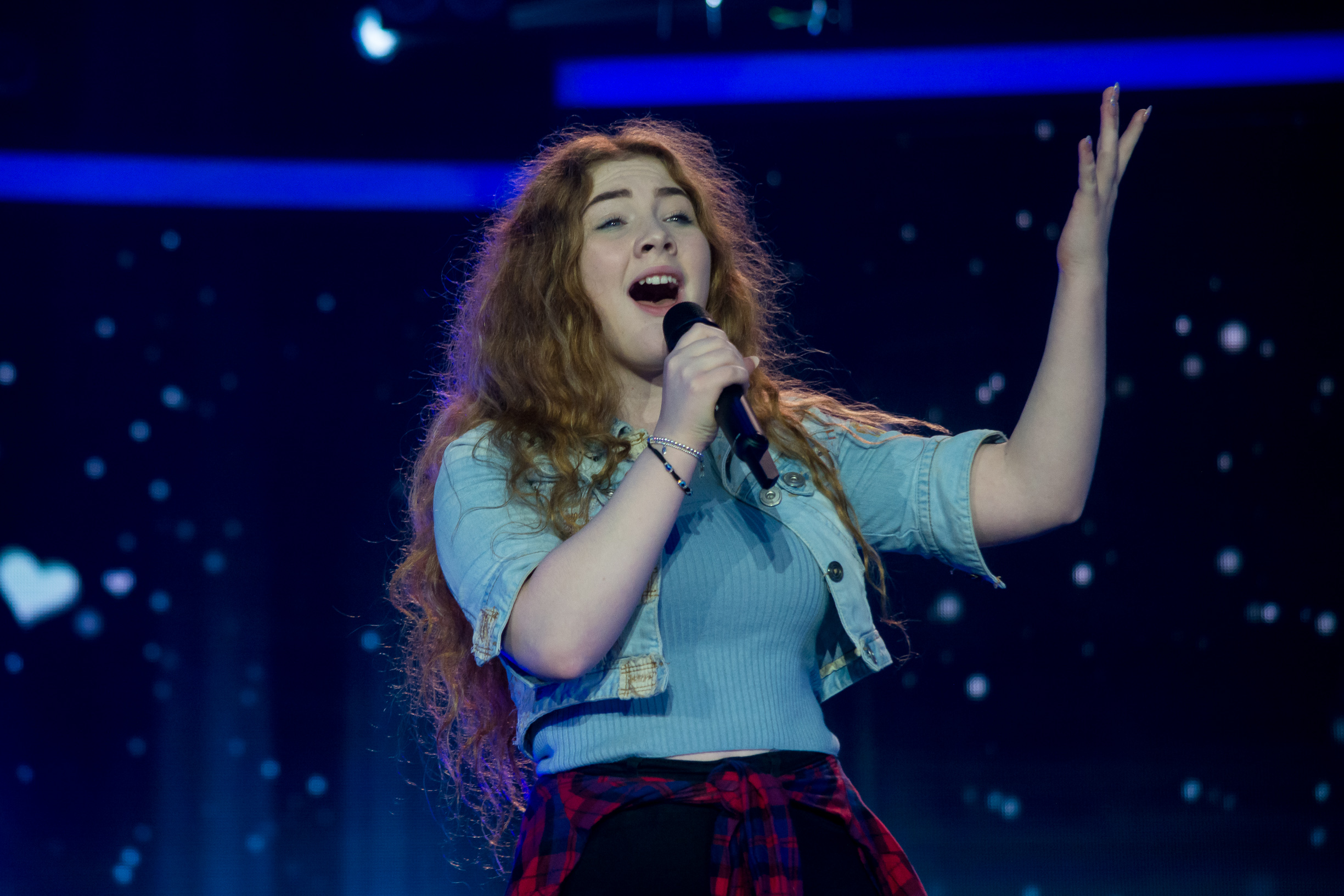
Zenna Donnelly à La Valette (2016).
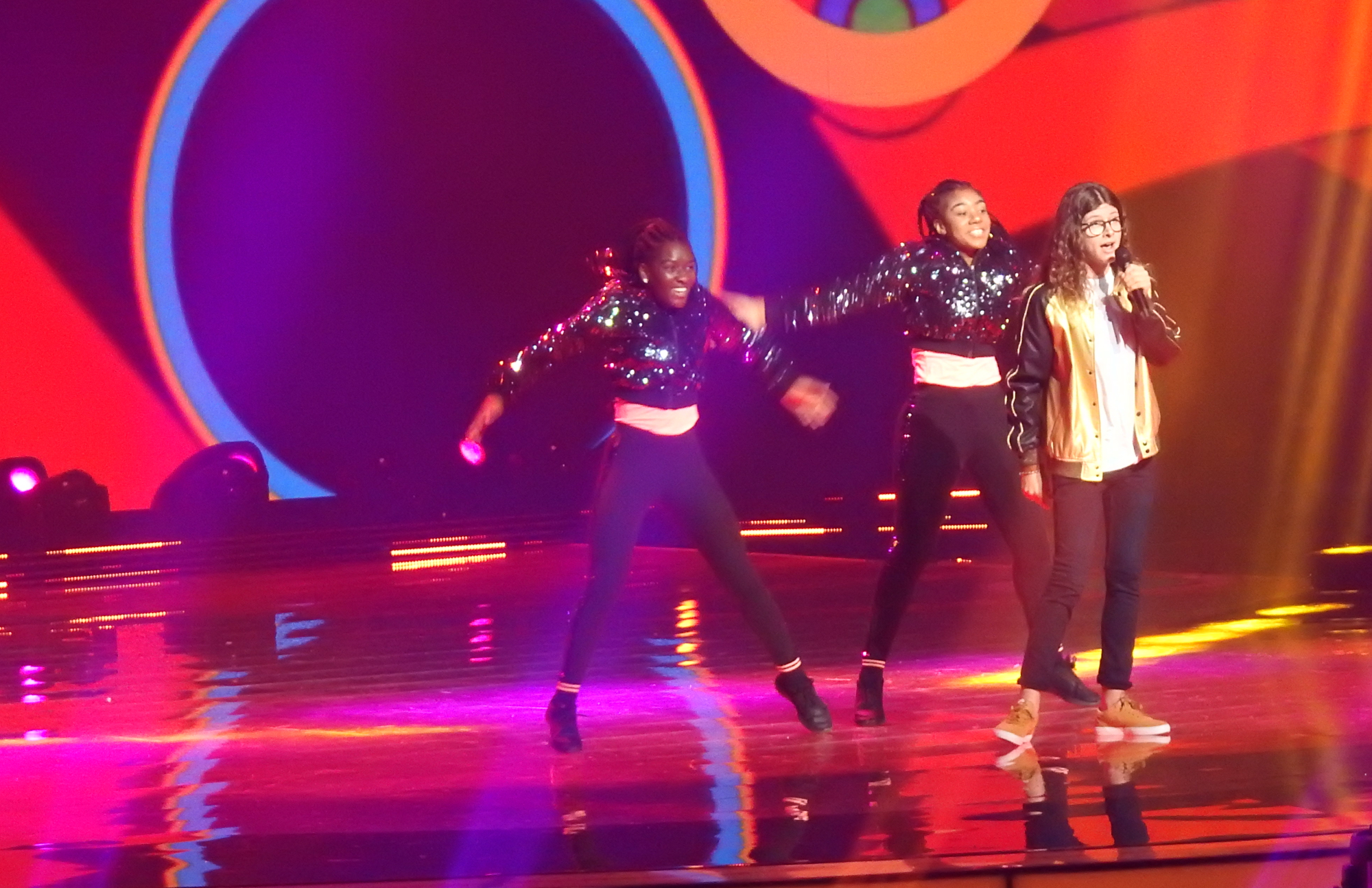
Taylor Hynes à Minsk (2018).
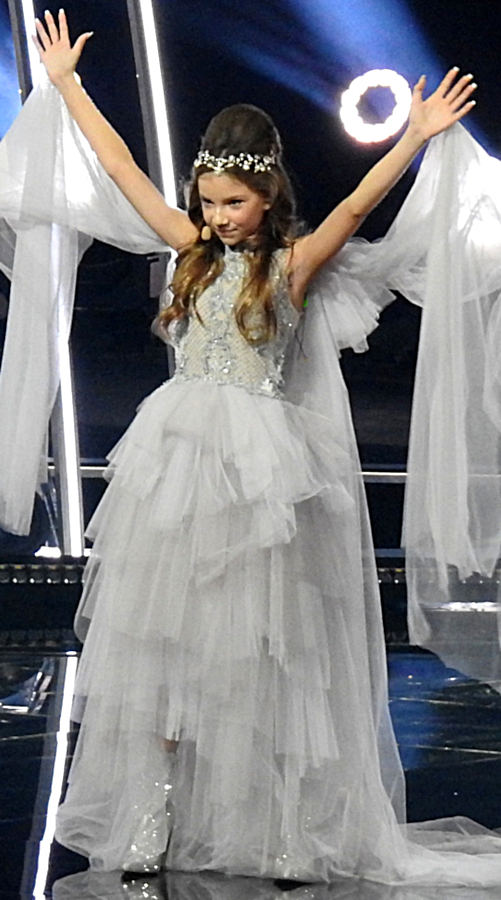
Anna Kearney à Gliwice (2019).
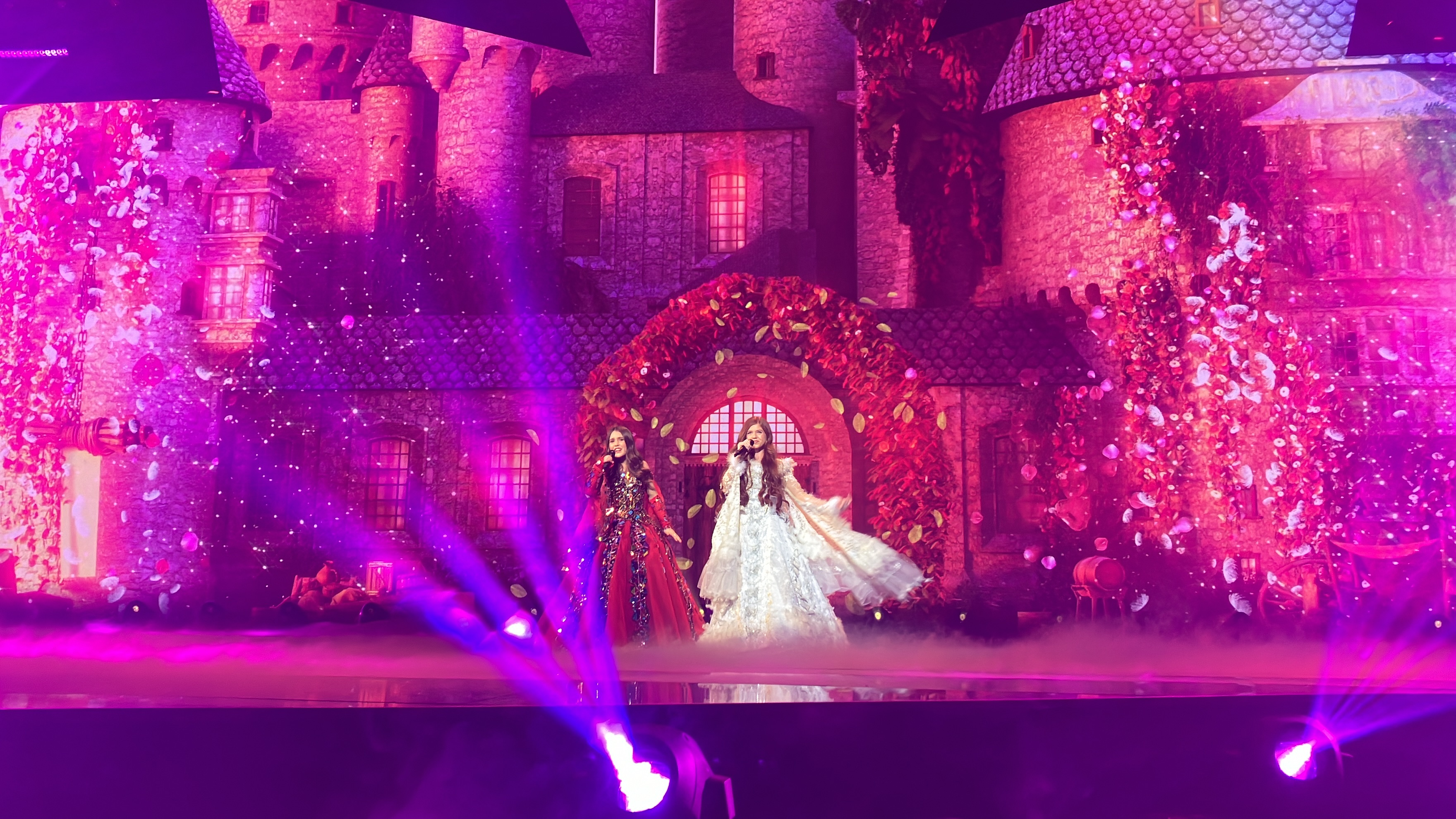
Jessica McKean et Sophie Lennon à Nice (2023).